# Teucholabis (Teucholabis) subfurva
Teucholabis (Teucholabis) subfurva is een tweevleugelige uit de familie steltmuggen (Limoniidae). De soort komt voor in het Neotropisch gebied.